# 박정희 대통령 기념도서관
박정희 대통령 기념도서관은 박정희 대통령을 기념하는 도서관이다. 박정희대통령기념재단에서 운영한다.